# Victor Aimé Huber

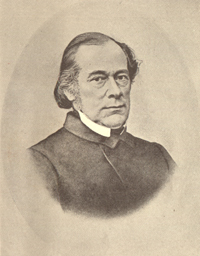
Viktor Aimé Huber.

Victor Aimé Huber, född 10 mars 1800 i Stuttgart, död 19 juli 1869 i Wernigerode, var en tysk lärd, politiker och litteratör. Han var son till Ludwig Ferdinand och Therese Huber.
I sitt omfattande författarskap behandlade Huber, som slutligen blev professor i romansk filologi i Berlin, med förkärlek Spaniens kultur och litteratur, som i Skizzen aus Spanien (4 band, 1828–1833), Geschichte des Cid (1829), Chronica del Cid (1844) och Spanisches Lesebuch (1832), alla för sin tid värdefulla verk.